# Korres Engineering
Korres Engineering ist ein griechisches Unternehmen der Automobilindustrie.

## Beschreibung
Der Ingenieur Dimitris Korres gründete das Unternehmen in Athen. Die älteste bekannte Erwähnung stammt von 1989, als ein Motorrad hergestellt wurde.
Seit 2002 entstehen verschiedene Automobile bzw. Prototypen. Bekannt sind Korres P1, Korres P2 mit einem Suzuki-Motor, Korres P3 mit einem Nissan-Motor, Korres P4 und Korres D3 für Rollstuhlfahrer.
Der P4 war mit einem Kaufpreis von 230.000 Euro für die Vermarktung vorgesehen. Bilder zeigen zwei unterschiedliche Frontgestaltungen. Sein Motor stammt von Chevrolet.